# Laffly S15

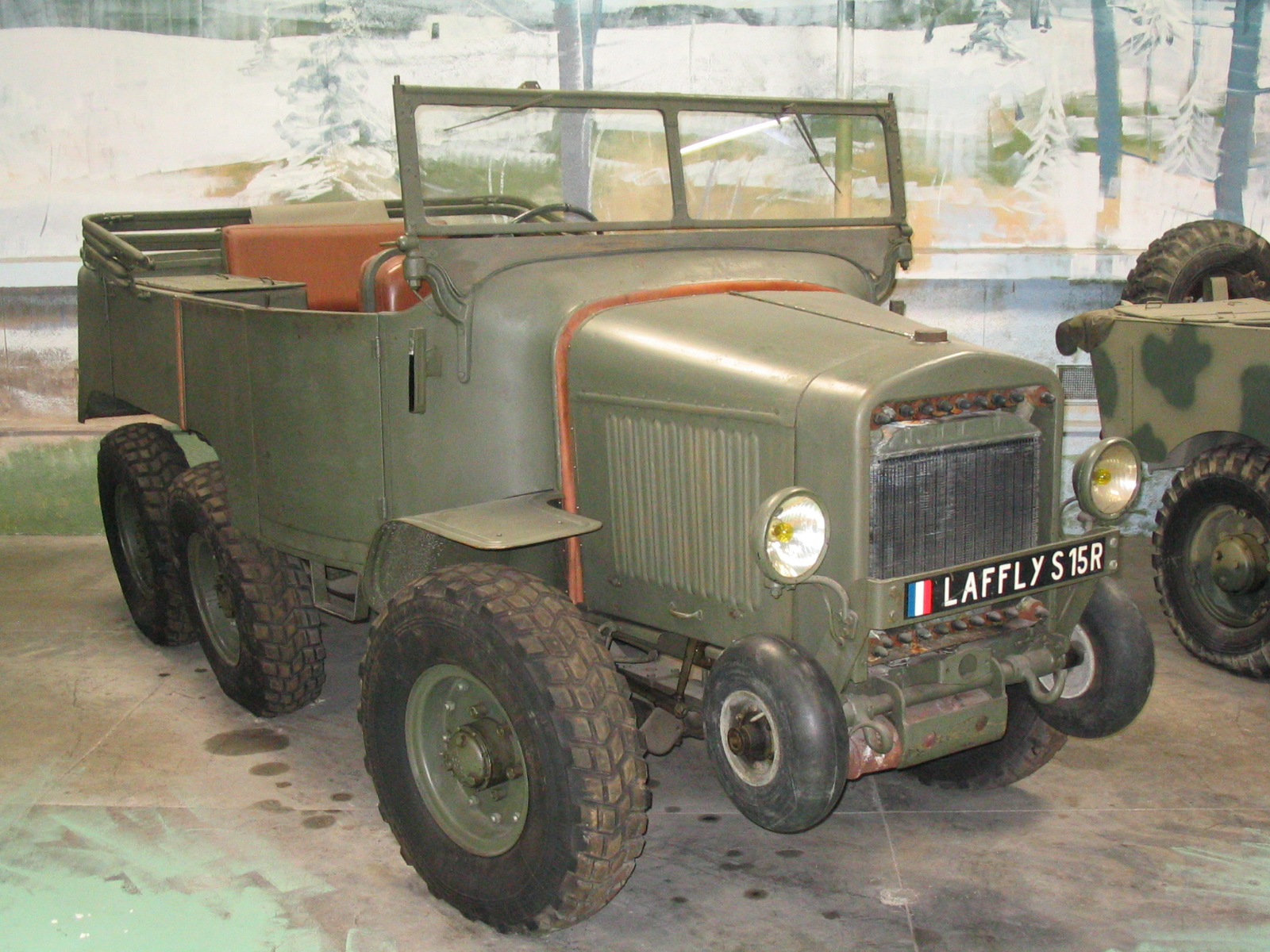
Laffly S15

Laffly S15 bylo terénní vojenské vozidlo od francouzského výrobce Laffly, které bylo používáno zejména v době druhé světové války. 
Typ Laffly S15T byl dělostřelecký tahač pro lehké dělostřelectvo. Pro dopravu a průzkumnou činnost byl určen typ Laffly S15R. Byla to lehčí modifikace se zadní stěnou kabiny, stroj dosahoval i vyšší rychlosti. Pro operace ve francouzských koloniích byl určen typ Laffly S15TOE (théâtre d'opérations extérieures). Byl více chráněný motor i posádka, součástí vozidla byla malá věžička s instalovaným kulometem. 

## Technické údaje
- Hmotnost: 2,85 t
- Délka: 	4,64 m
- Šířka: 1,85 m
- Výška: 2,15 m
- Osádka: 2 + 3
- Motor: benzínový čtyřválec o obsahu 2300 cm³
- Výkon: 55 hp
- Užitečné zatížení: 800 kg
- Max. rychlost: 72 km/h